# 質問応答システム
質問応答システム（しつもんおうとうシステム、question answering system）は、自然言語の質問をユーザから自然言語で受けつけ、その解答を返すようなコンピュータソフトウェアのこと。質問応答（英語: question answering、略称：QA）といえば自然言語処理や情報検索における質問応答システムに関する研究分野を指す。解答は基本的に文章や単語の形式で答えることが多い。
質問応答の中で最も基本的なタイプであるFactoid型質問応答システムは、質問文に対して単語で答えるシステムのことを指す。例えば、「マイケルジャクソンは何と呼ばれていた?」という質問に対して「King of Pop」と答えるようなシステムのことである。システムが解答を得るため、検索エンジンや百科辞典などを用いたり、データベースを基にして検索を行うシステムもある。
Factoid型質問応答の基本的な処理の流れは、以下のようになる。
1. 質問文分析（質問文を単語や節など、検索エンジンのクエリに変換する）
2. 情報検索（ここではAND検索など通常のクエリを投げかけることが多い）
3. 解答抽出（取得した文章から、解答部分を抽出する）
4. 解答選択（解答をスコア順に並べ替え、表示する）

過去にはIBMが開発した質問応答システムであるワトソンがアメリカのクイズ番組「ジョパディ！」に解答者として挑戦し、人間の解答者に勝利するなど、実用段階に近づいている。
海外のサイトでは AskJeeves や Wolfram Alpha が知られている。